# 17859 Galinaryabova
17859 Galinaryabova (1998 KC4) là một tiểu hành tinh vành đai chính.